# 살바토레 스킬라치
살바토레 스킬라치 기사장 OMRI(이탈리아어: Salvatore Schillaci 기사장 OMRI, 이탈리아어 발음: [salvaˈtoːre skilˈlaːtʃi], 1964년 12월 1일 ~ 2024년 9월 18일)는 이탈리아의 은퇴한 축구 선수로, 현역 시절 포지션은 스트라이커였다. 토토 스킬라치(이탈리아어: Totò Schillaci)라는 애칭으로 잘 알려져 있다.

## 구단 경력
ACR 메시나, 유벤투스, 인테르나치오날레 밀라노 소속으로 활동했다. 이후 1994년 일본으로 떠나 주빌로 이와타 소속으로 뛴 후 1997년에 은퇴했다.

## 국가대표팀 경력
1990년 FIFA 월드컵 초반까지만 해도 후보 선수였으나 오스트리아와의 조별 예선 첫 경기에서 교체 투입되고 난 뒤부터 잉글랜드와의 3, 4위전까지 모두 출전해 총 6골을 득점하면서 골든볼과 골든슈를 동시에 차지했다. 이 때문에 많은 사람들이 그를 월드컵 역사상 신데렐라 스토리의 주인공이라 부르고 있다.

## 수상 내역

#### 메시나
- 세리에 C : 1985-86
- 세리에 C2 : 1982-83

#### 유벤투스
- 코파 이탈리아 : 1989-90
- UEFA컵 : 1988-89

#### 인테르나치오날레
- UEFA컵 : 1993-94

#### 주빌로 이와타
- J리그 : 1997

#### 이탈리아
- 1990년 FIFA 월드컵 3위

### 개인
- 발롱도르 2위 : 1990
- 옹즈도르 2위 : 1990
- 월드사커 올해의 선수 2위 : 1990
- 세리에 B 득점왕 : 1988-89
- 1990년 FIFA 월드컵 골든볼 : 1990
- 1990년 FIFA 월드컵 골든슈 : 1990
- 1990년 FIFA 월드컵 올스타 팀 : 1990
- 이탈리아 공화국 공로장 5등급 : 1991